# Casa del Cordón (Valdecañas de Cerrato)
La Casa del Cordón es una edificación religiosa, en Valdecañas de Cerrato, provincia de Palencia, que recuerda el paso de la Orden Franciscana por el municipio.
Está situada en el casco urbano y es una construcción, como lo demuestra su emblema, el cordón de San Francisco y los escudos que alberga en la fachada, de estilo plateresco de la primera mitad del siglo XVI.

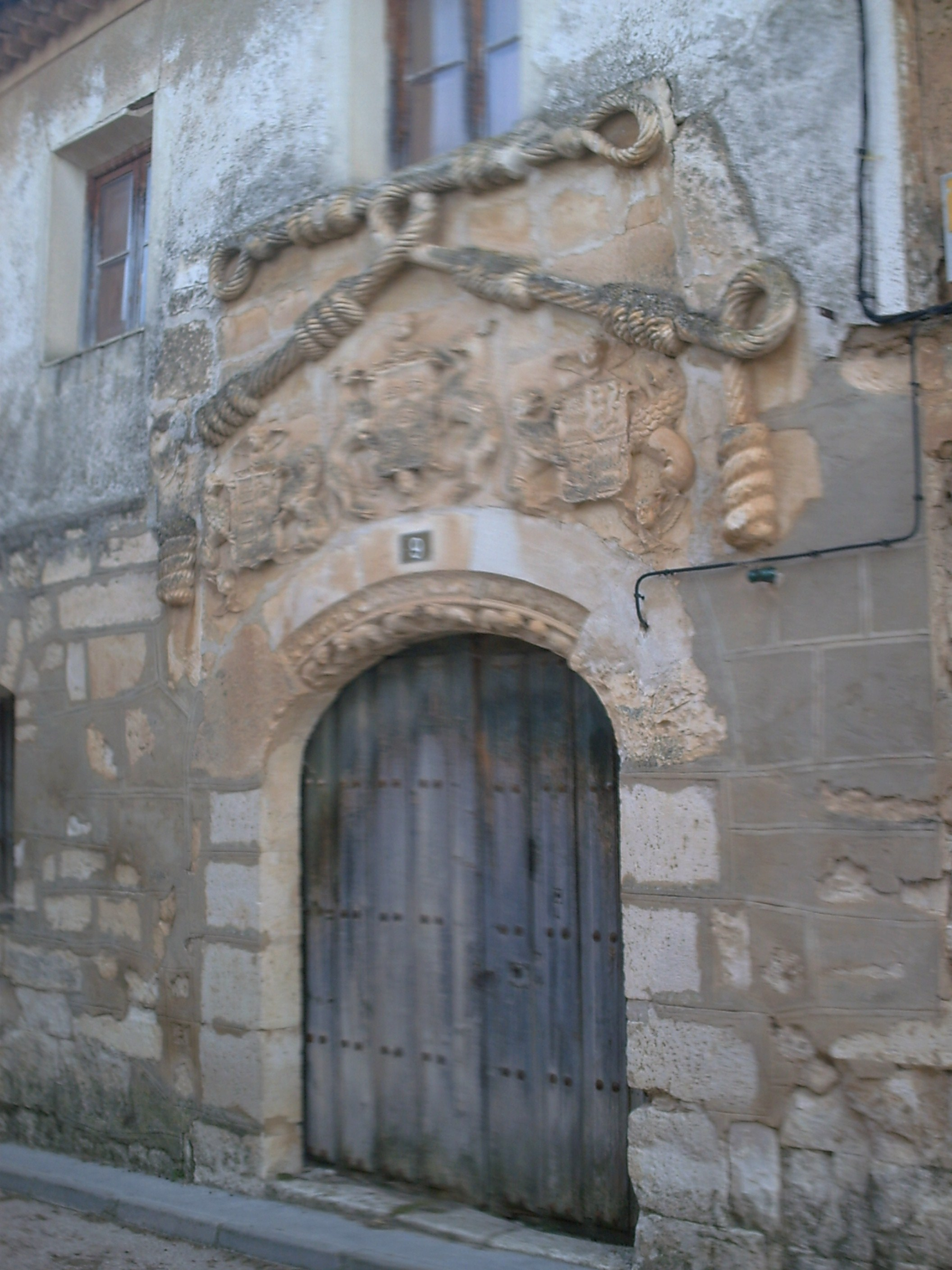
Casa del Cordón

Su porte, recuerdan la importancia y relevancia que tuvo en el pasado. Es similar a las otras "Casas del Cordón" existentes en Burgos, Palencia, Bilbao, Vitoria, Zamora, Monterrubio de la Serena, en Badajoz y en Santa María del Campo, Burgos. Actualmente su aspecto exterior como interior, se encuentran castigados por el paso del tiempo. Pertenece a la Iglesia católica.
La diferencia con la de Burgos, por ejemplo, es que la burgalesa es una construcción civil del gótico tardío. Fue el palacio de los Condestables de Castilla, vinculados a su vez por herencias, al municipio de Valdecañas de Cerrato.
Doña Mencia  de Mendoza y Figueroa, esposa de Don Pedro Fernández de Velasco, VI Condestable, era muy devota de San Francisco y por ello mandó esculpir el cordón franciscano en la fachada. Posteriormente, el acervo popular, dio nombre al edificio.
Según los símbolos de la Orden Franciscana, hay cordones de cinco nudos, que simbolizan los estigmas de Jesucristo y de tres nudos, que simbolizan los tres votos: Pobreza, Castidad y Obediencia.
El cordón fue usado por San Francisco de Asís, como simple cinturón.

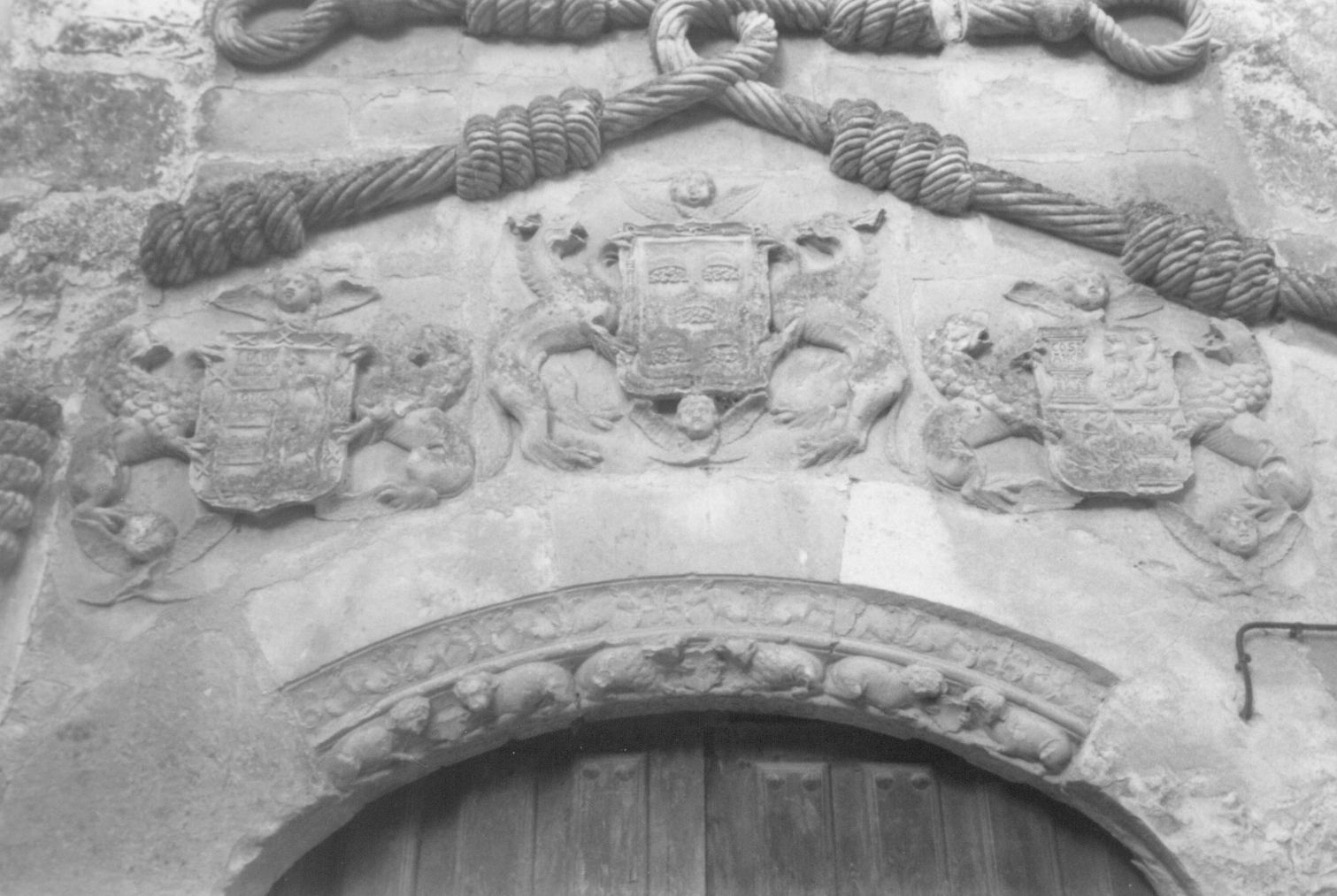
Detalle del cordón.
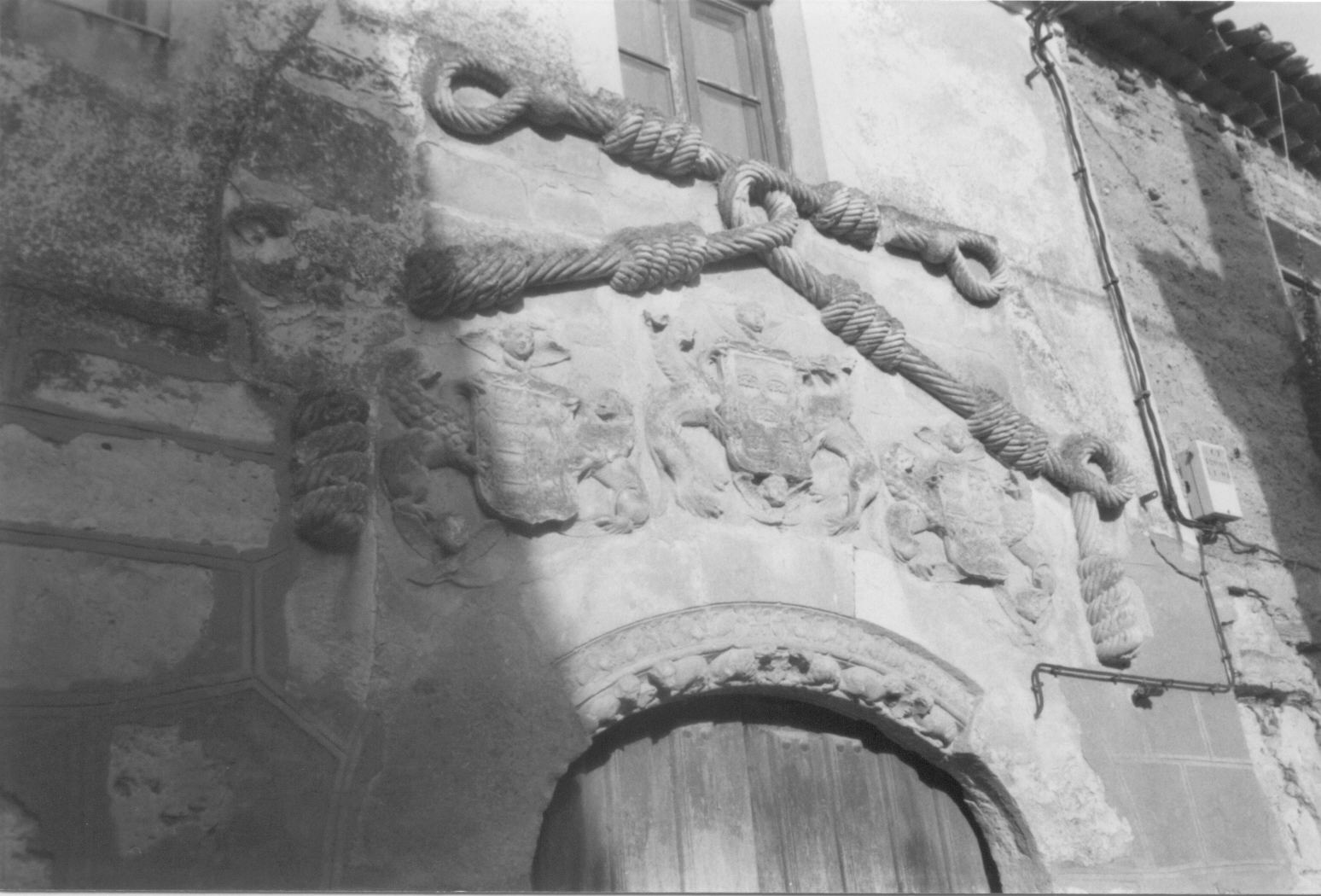
El cordón.
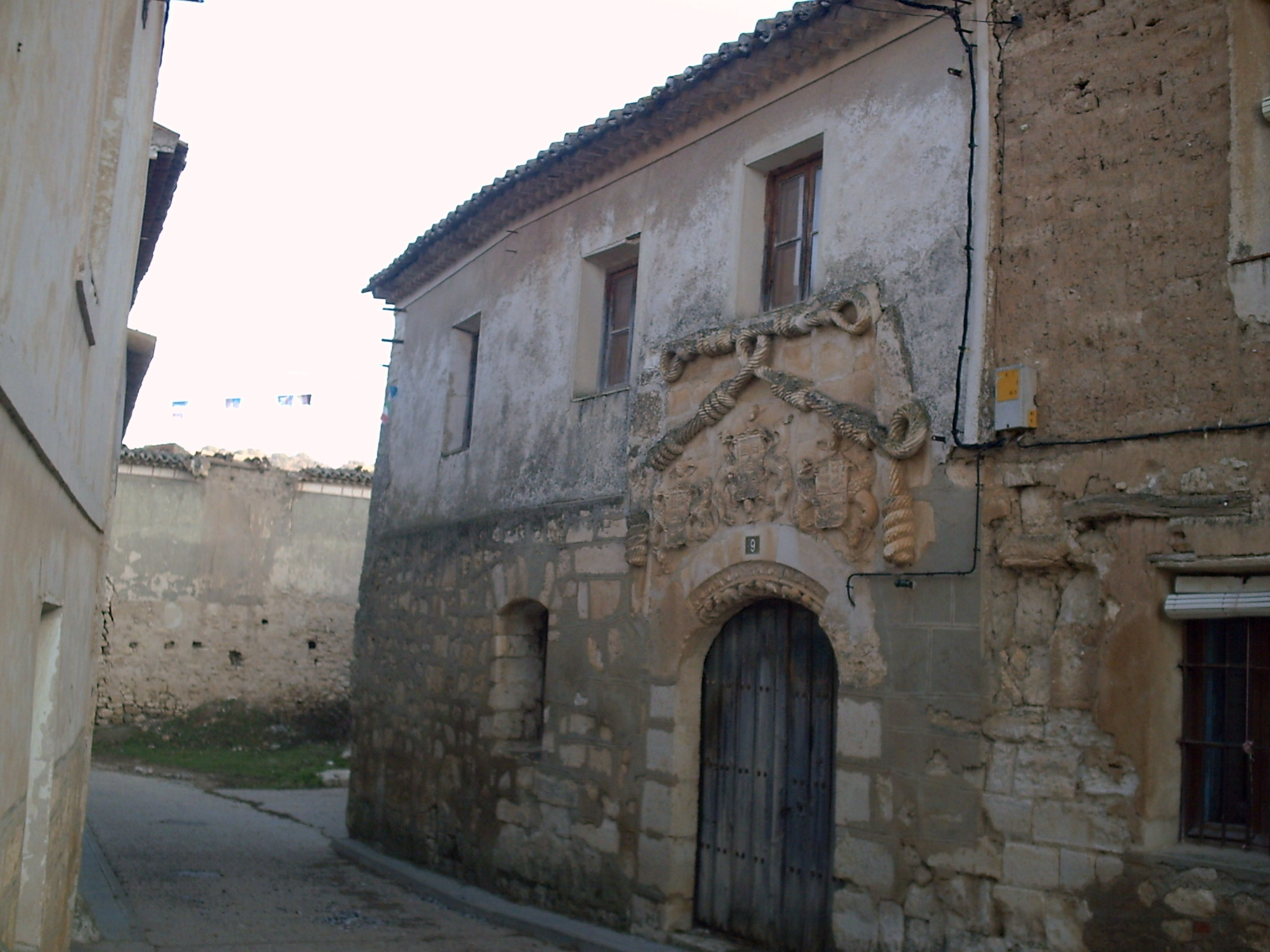
Fachada.
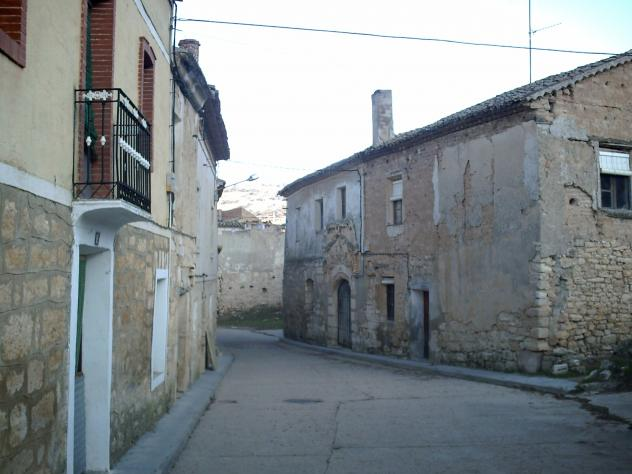
Casa.